# The Day I Tried to Live
The Day I Tried to Live è un singolo del gruppo rock statunitense Soundgarden, pubblicato nel 1994 ed estratto dall'album Superunknown.
La canzone è stata scritta da Chris Cornell, frontman del gruppo.

## Tracce
1. The Day I Tried to Live – 5:20
2. Like Suicide (acoustic) – 6:12
3. Kickstand (live) – 1:58

## Video
Il videoclip del brano è stato diretto da Matt Mahurin.